# Brachyglossina sciasmatica
Brachyglossina sciasmatica är en fjärilsart som beskrevs av Brandt 1941. Brachyglossina sciasmatica ingår i släktet Brachyglossina och familjen mätare. Inga underarter finns listade i Catalogue of Life.